# 細迫兼光
細迫 兼光（ほそさこ かねみつ、1896年11月28日 - 1972年2月11日）は、日本の政治家。日本社会党衆議院議員（5期）。弁護士。

## 経歴
山口県厚狭郡厚西村（のち厚狭町→山陽町、現・山陽小野田市）出身。細迫家は長州藩寄組熊谷氏の一族で、陪臣ながら厚狭郡有数の名家であった。旧制山口中学校（現山口県立山口高等学校）時代は岸信介が一期先輩であった。第三高等学校を経て東京帝国大学に入学後、新人会に入る。1922年卒業。卒業後は弁護士となる。労働農民党に入り、書記長となり、1929年新労農党が結成されると書記長となったが、翌年除名される。1932年治安維持法により検挙される。その後は故郷に帰り、厚狭町議、小野田市長、山口県弁護士会副会長などを務める。
戦後の1946年の第22回衆議院議員総選挙で山口県から立候補して当選するが、間もなく公職追放となり、一時政界を去る。追放解除後の1952年の総選挙で山口1区から日本社会党左派公認で立候補して落選、翌1953年の総選挙で復帰した。衆議院議員は1966年まで務め、この間社会党中央執行委員、国会対策委員長、山口県連会長などを務めた。1972年死去。